# Megalodon
De megalodon (C. megalodon, Oudgrieks: μέγας, mégas = groot, ὀδούς, odoús = tand, of grote tand) is een uitgestorven haaiensoort uit de orde van de makreelhaaien, die enorme afmetingen kon bereiken. De megalodon verscheen rond 18 miljoen jaar geleden (in het Mioceen) en stierf uit aan het einde van het Plioceen of het begin van het Pleistoceen (schattingen variëren tussen 3,6 en 1,5 miljoen jaar geleden). De megalodon domineerde de gematigde wereldzeeën vrijwel zonder vijanden; hij kon een lengte bereiken van twintig meter en zijn bek tot twee meter opensperren. De soort werd voorheen beschouwd als nauw verwant aan de nog levende witte haai, maar wordt nu ingedeeld in de familie Otodontidae. Het is niet zeker tot welk geslacht de megalodon behoort, waarbij de indeling bij Carcharocles of Otodus het meest gebruikelijk is.
Er worden regelmatig fossiele tanden gevonden van de megalodon; de rest van het kraakbeenskelet is meestal vergaan. De grote tanden hebben een kenmerkende piramidale vorm.

## Leefperiode
Omdat er een aantal uitzonderlijk grote Carcharodon-tanden zijn gevonden op vierduizend meter diepte in het zuidelijk deel van de Grote Oceaan, denken onderzoekers dat sommige megalodons hebben kunnen overleven tot relatief kort geleden (24.000-11.000 jaar geleden), toen er al mensen waren. Desondanks zullen deze het uitsterven van de haai niet hebben opgemerkt, omdat ze er nooit mee te maken hadden.
De megalodon was vooral algemeen tijdens het Midden- en Laat-Mioceen. Klimaatveranderingen zorgden aan het einde van het Mioceen voor het uitsterven van veel kleine en middelgrote baleinwalvissen, de voornaamste prooi van de megalodon. De overlevende walvisachtigen waren of te behendig zoals dolfijnen of hielden zich met name op in de poolstreken. Daarnaast ontwikkelden de orka-achtigen zich. De combinatie van concurrentie van orka-achtigen en gebrek aan voedsel is volgens onderzoek de oorzaak van het uitsterven van de megalodon.

## Dieet
De megalodon joeg voornamelijk op walvisachtigen. Hij voedde zich onder meer met Cetotherium, potvissen, Odobenocetops, vinpotigen, zeekoeien en dolfijnen. Zijn jachttechniek was vermoedelijk, zoals nu bij de huidige witte haai, met grote kracht van onder aan te vallen.
Onderzoek wijst uit dat megalodon oöfaag was, een embryonale kannibaal. Een van de embryo's at de andere embryo's en eicellen nog voor de geboorte op.

## Kweekplaatsen
Een team van onderzoekers met Catalina Pimiento als hoofdauteur vond in Panama een gebied waar vooral fossielen van pasgeboren en jonge megalodons (2 tot 10,5 meter) te vinden waren. Mogelijk wijst dit erop dat de haaien vaste gebieden als kweekplaats gebruikten. Een tweede kweekplaats is in Taragona gevonden door paleontologen van het Cavanilles Instituut van de Universiteit van Valencia. Ook hier werden vooral tanden teruggevonden, die nu worden bewaard in het Museu del Cau del Tauró in L'Arboç (Tarragona).

## Zoektocht voorouder
Door de tanden te bestuderen, heeft men ook geprobeerd vast te stellen of en hoe deze haaien zijn geëvolueerd vanuit een gemeenschappelijke voorouder. De bekendste expert op het gebied van fossiele witte haaientanden, de Zwitserse onderzoeker Louis Agassiz, ontdekte dat er vele soorten Carcharodon konden worden geïdentificeerd. Hij gaf ze namen op basis van de vorm van de tanden: megalodon, rectidens, sulcidens, angustidens, semiserratus, lanceolatus, heterodus, leptodon, subserratus, subauricaltus, productus, polygyrus, auricaltus, turgidus, toliapicus, megalotis, disauris en escheri.
Volgens een andere, recentere theorie over de evolutie van de carcharodons zijn ze verdeeld in twee nieuwe geslachten: Palaeocarcharodon en Procarcharodon. De eerste, die sterk samengeperste, zaagvormige tanden met onregelmatige groefjes had, zou de echte voorouder zijn geweest van de witte haai zoals wij die kennen. De tweede, die brede, maar niet erg samengeperste, zaagvormige tanden had met regelmatige groeven en zijpunten die in de recentere soorten zijn verdwenen, zou de voorouder zijn geweest van andere soorten die nu zijn uitgestorven. De verdeling is niet alom aanvaard, hoewel een vergelijking van de tanden inderdaad laat zien dat de zijpunten geleidelijk zijn verdwenen tijdens de evolutie tussen het Eoceen en het Mioceen. In de afgelopen 10 jaar is de discussie weer opgelaaid, omdat er enkele boeiende theorieën zijn die de stamboom van de Carcharodon-familie helemaal kunnen omgooien. Er is een gedetailleerde analyse gemaakt van talloze tanden van Isurus hastalis, een fossiele mako die in het Cenozoïcum veel voorkwam en die in het Mioceen zijn maximale gemiddelde grootte bereikte. Het lijkt erop dat er een vrijwel constante opeenvolging van vormen is geweest die geleidelijk leidde tot de tanden van de huidige witte haaien. Dat zou betekenen dat de moderne witte haai (Carcharodon carcharias) afstamt van de grijporganen van de Isurus-haaien en niet van Carcharodon megalodon. Er is gesteld dat deze laatste tot een ander geslacht behoort, Carcharocles (synoniem van Procarcharodon), dat vroeger werd gebruikt om een groep uitgestorven haaien uit het Midden-Eoceen te identificeren. Uitsluitsel is er nog lang niet. Fossiele afzettingen blijven overvloedig materiaal leveren dat zonder enige twijfel tot uitgestorven makreelhaaien kan worden gerekend, die sterk leken op de witte haaien, maar qua tanding (groeven), vorm of andere details (soms minimaal) eerder vragen oproepen dan beantwoorden.

## Gigantisme
Met een geschatte lengte van maximaal twintig meter was de megalodon samen met de walvishaai de grootst bekende haaiensoort. Een studie van Pimiento vond twee evolutionaire routes naar gigantisme bij kraakbeenvissen: mesothermie en filtervoeding. Mesothermie stelt een dier in staat tot controle over de temperatuurregulatie van de belangrijkste organen. Voordelen hiervan zijn een grote verspreiding inclusief koude zeeën en effectiever kunnen jagen, maar het houdt ook een hoge energiebehoefte en afhankelijkheid van de beschikbaarheid van grote prooidieren in. De Lamniformes zijn de enige haaiengroep waarin gedeeltelijke mesothermie zich ontwikkelde bij enkele groepen. Op basis van isotoopanalyse van de tanden en verwantschap met zekere mesothermale makreelhaaien wordt de megalodon verondersteld mesothermaal te zijn geweest. Hierdoor had de soort een verspreidingsgebied dat zowel warme als koude zeeën omvatte. De filtervoeders zijn kraakbeenvissen die in staat zijn zich te voeden met plankton en zo het algemeenste voedsel in de oceanen kunnen benutten. Voorbeelden zijn de walvishaai, reuzenhaai en reuzenmanta.
Een studie uit 2020 richtte zich op de lichaamsverhoudingen van de megalodon. Voorheen werden schattingen van de grootte van de megalodon alleen gedaan op basis van de lichaamsproporties van de witte haai, die echter niet nauw verwant is. De studie uit 2020 gebruikte de afmetingen van vijf ecologisch en fysiologisch vergelijkbare makreelhaaien, te weten de witte haai, kortvinmakreelhaai, langvinmakreelhaai, zalmhaai en haringhaai. Bij een lichaamslengte van zestien meter had de megalodon een kop van ongeveer 4,65 meter groot, een rugvin van ongeveer 1,62 meter hoog en een staartvin van ongeveer 3,85 meter hoog. De rug- en staartvin waren aangepast voor een leefwijze als snel zwemmende jager die lange periodes kon zwemmen.

## Reconstructies en realiteit

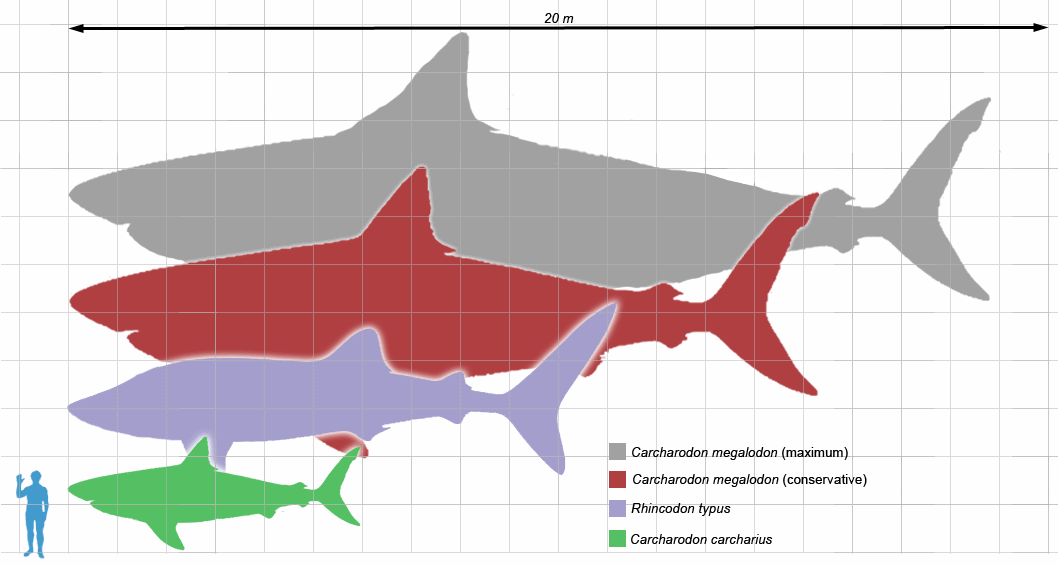
De megalodon, vergeleken met de witte haai (Carcharodon carcharias)

Afgezien van de talloze theorieën staat vast dat tanden die een totale lengte (glazuur + kroon) van 15 cm bereikten, alleen konden toebehoren aan haaien die meer dan 12 meter lang waren, met staartvinnen van meer dan 4 meter hoog, rugvinnen van bijna 2 meter lang en een gewicht van 12 tot 14 ton. Deze afmetingen worden alom als volkomen plausibel beschouwd, wat niet het geval was met de gigantische maten die vroeger werden opgegeven, zoals in het American Museum of Natural History in New York. In 1909 werd daar een kaak van een megalodon gereconstrueerd met tanden van verschillende vindplaatsen – het waren er genoeg om beide tandbogen te vullen. Uiteindelijk stond er een kaak van 2,74 meter breed en 1,83 meter hoog. Bij de opening van de tentoonstelling werd een foto genomen van de medewerkers, die met z'n allen in de kaken pasten. Op basis van verhoudingen tussen de kaakafmetingen en de totale grootte van haaien werd uitgerekend dat het hypothetische exemplaar met een bek van die grootte 24 meter lang had kunnen zijn. Latere onderzoeken, een betere kennis van de verhoudingen van huidige witte haaien en vondsten van tanden van een enkel exemplaar hebben geleid tot een reductie van de afmetingen en de constructie van nauwkeuriger modellen, zoals het model dat sinds 1985 in het Smithsonian Institution te zien is – een derde kleiner dan dat uit 1909.
Waarom deze haaien (ongeacht afkomst of naam) zo groot konden worden, is onbekend. Misschien vanwege hun uitzonderlijke perfectie en aanpassingsvermogen aan hun omgeving, gecombineerd met de vermenigvuldiging en diversificatie van zeezoogdieren die, zoals wordt aangetoond door fossiele bewijzen van aanvallen op walvissen, een overvloedig aanbod van voedsel voor deze vleeseters aan de top van de voedselketen in zee vormden. Deze mogelijke antwoorden roepen op hun beurt de vraag op, waarom ze zijn verdwenen. Ook die vraag kan nog niet beantwoord worden.